# Sammy Clingan
Samuel Clingan, detto Sammy (Belfast, 13 gennaio 1984), è un ex calciatore nordirlandese, di ruolo centrocampista.

## Palmarès

### Club

#### Competizioni nazionali
- Football League One: 1

Doncaster: 2012-2013